# لاله و لادن بیژنی
لاله و لادن بیژنی (۱۰ دی ۱۳۵۲ – ۱۷ تیر ۱۳۸۲) دوقلوهای به هم چسبیده ایرانی بودند. این دو پس از عمل جراحی به قصد جداسازی به فاصلهٔ چند ساعت از یکدیگر درگذشتند.
لاله علاقه داشت در تهران بماند و روزنامه‌نگار شود. لادن علاقه‌مند بود به شهرستان خودشان برگردد و به وکالت بپردازد. هر دویِ آن‌ها در رشتهٔ حقوق تحصیل کرده بودند.

## زندگی
لاله و لادن در سال ۱۳۵۲ در شهر فیروزآباد استان فارس از پدر و مادری به نام (ملیحه صفری) و (دادالله بیژنی) متولد شدند. پدر و مادر آن دو کشاورز و اهل روستای لهراسب بودند. آنان پس از تولد نوزادان را رها کردند. بعدها بهزیستی نام آنها را لاله و لادن گذاشت.
لاله و لادن پس از تولد در بیمارستان فیروزآباد، به بهزیستی منطقه و از آنجا به بیمارستان نمازی شیراز منتقل شدند و سپس به بیمارستان شهدای تجریش تهران سپرده شدند. دکتر علیرضا صفاییان لاله و لادن را در سال ۱۳۵۴ به فرزندی پذیرفت، برای آنها شناسنامه مجزا گرفت و به خانه خود در حومه کرج برد.
لاله و لادن ۱۵ ساله بودند که از وجود خانواده اصلی‌شان در شیراز و هویت واقعی خود مطلع شدند. بهزیستی آنها را از خانواده صفاییان جدا کرد و سازمان ثبت احوال شناسنامه‌های دیگری با اسامی لاله و لادن بیژنی برای دوقلوها صادر کرد.
با اصرار والدین اصلی دوقلوها، مجتمع قضایی تهران از لاله و لادن خواست که در حضور پدر و مادرشان و خانواده صفاییان، یکی از آنها را انتخاب کنند که دختران نپذیرفتند و از آن پس در خانه‌ای مستقل به زندگی ادامه دادند.
لاله و لادن که ابتدا در کنکور دانشگاه‌ها در دو شهر مجزای یزد و کرج برای ادامه تحصیل پذیرفته شده بودند، با مراجعه پدرخوانده‌شان به رئیس‌جمهور وقت، توانستند مجوز تحصیل در یک شهر و یک رشته را پیدا کنند. آنها تحصیلات خود را در رشته حقوق در دانشگاه تهران آغاز کردند.
مشکل اصلی لاله و لادن زمانی آشکار شد که با در دست داشتن مدرک لیسانس حقوق، به جستجوی کار برآمدند. اما هرچه بیشتر تلاش می‌کردند، کمتر نتیجه می‌گرفتند. آن دو دختران سخت‌کوشی بودند که علاوه برداشتن مدرک تحصیلی، به زبان انگلیسی و کار با کامپیوتر مسلط بودند، اما موفق نمی‌شدند.
آخرین بار، زمانی که یکی از بخش‌های دولتی پس از سه ماه کار آزمایشی به آنها جواب رد داد، لاله و لادن با چشم گریان به خانه آمدند و تصمیم گرفتند به هر قیمت از هم جدا شوند. لادن تأکید می‌کرد: «به هر قیمت.»

### دیدار باسید روح‌الله خمینیو دستوراکبر هاشمی رفسنجانی
لاله و لادن در زمان حیاتشان با بسیاری از شخصیت‌های مذهبی و سیاسی دیدار کردند. آنها تبدیل به شخصیت‌هایی ملی شده بودند و هرجا گرهی در کارشان پیش می‌آمد اطرافیان دست به دامان مسئولان می‌شدند. در فضای اینترنت عکسی از این دو نفر منتشر شده که در کنار سید روح‌الله خمینی نشسته‌اند و دکتر صفاییان به روح‌الله خمینی توضیحاتی را ارائه می‌کند.
او خودش ماجرای این دیدار را این‌گونه تشریح می‌کند: «من ۳۳ سال داشتم و کارم زیاد بود. با این حال، چون در ایران و خارج از کشور امکانات زیادی داشتم، تصمیم گرفتم سرپرستی آنها را قبول کنم و روند درمانی‌شان را با پزشکان آلمانی دنبال کنم. بردمشان قم پیش امام خمینی، ایشان بچه‌ها را بغل گرفتند، آنها شعری خواندند، ایشان خندیدند و گفتند: بروید پیش آقای بهشتی تا کارتان را راه بیندازند. رفتیم دادگاه و دو روزه شناسنامه لاله و لادن را به نام من و همسرم صادر کردند.»
قبولی لاله و لادن در دانشگاه هم ماجرای جالبی دارد. یکی مدیریت یزد و یکی حسابداری کرج قبول شد. در این شرایط یک‌نفر باید به نفع دیگری قید درس و دانشگاه را می‌زد. صفاییان دربارهٔ روش حل این مشکل می‌گوید: «سال ۷۰ بود. از دفتر رئیس‌جمهور (اکبر هاشمی رفسنجانی) وقت گرفتم و بچه‌ها را بردم. ایشان هم به وزیر علوم دستور داد دوقلوها را با سهمیه ریاست‌جمهوری سر کلاس حقوق دانشگاه تهران بنشانند. البته لادن خلبانی دوست داشت اما لاله به فکر خبرنگار شدن بود.»

## عمل جراحی جداسازی
دکتر مجید سمیعی در سال ۱۹۸۸ گفته بود که این عمل بسیار پرمخاطره است و دربارهٔ انجام آن هشدار داده بود. در سال ۲۰۰۳ نیز بازگفت که عملی که در سال ۱۹۸۸ غیرممکن بوده هنوز هم ممکن نیست.
۱۰ خرداد ۱۳۸۲ اعلام شد که «جراحان در سنگاپور امروز تصمیم نهایی خود را دربارهٔ انجام عمل جراحی جداسازی لاله و لادن، دوقلوهای به‌هم‌چسبیده ایرانی، اعلام خواهند کرد.»
هفت سال پیش از این تاریخ، پزشکان آلمانی امکان جداسازی لاله و لادن را به‌دلیل نتیجه قطعی مرگ یکی از دو خواهر یا هر دو، رد کرده بودند. اما این بار لاله و لادن که از موفقیت جداسازی دوقلوهای نپالی که مانند آنها از سر به هم چسبیده بودند به دست کیت گوا جراح سنگاپوری در سال ۲۰۰۱ باخبر شده بودند، تصمیم گرفتند با او تماس بگیرند و خواهان عمل جراحی مشابهی برای خود شوند.
بعد از موافقت پزشکان متخصص این گروه جراحی، لاله و لادن راهی سنگاپور شدند. پس از انجام آزمایش‌ها و معاینات در ۱۷ خرداد ۱۳۸۲ «دکتر کیت گوا، سرپرست گروه جراحی لاله و لادن، تأکید کرد که امکان مرگ یا فلج شدن آن دو وجود دارد و تمامی این موارد برای آنها توضیح داده شده‌است.» سایت بی‌بی‌سی فارسی در ادامه می‌نویسد: «لادن ـ همان دختری که قدبلندتر است و از روبه‌رو طرف چپ قرار دارد ـ می‌خواهد به شهرستان خود برگردد و به وکالت بپردازد. لاله می‌خواهد در تهران بماند و روزنامه‌نگار شود. اگر آنها توانسته‌اند تا امروز مشکلات بدنی و اجتماعی استثنایی بودن خود را از سر رد کنند، در اجتماع حضور یابند و ادامه تحصیل دهند تا آینده خود را بسازند، حالا این آینده فرا رسیده‌است. آنها می‌خواهند در حرفه‌هایی جداگانه کار کنند. دیگر به‌هیچ‌وجه به‌هم‌چسبیده بودنشان با میل و اصرارشان به استقلال جور درنمی‌آید.
دوقلوها می‌گویند اگر شرایط ما به همین نحو ادامه داشته باشد، دیگر نمی‌توانیم آن را تحمل کنیم. به همین دلیل است که لاله و لادن همهٔ مخاطراتی را که پزشکان از پیش اعلام می‌کنند می‌پذیرند. این اولین عمل جداسازی دوقلوهای بهم‌چسبیده بالغ در جهان است.» شاید همین جسارت در رویارویی با واقعیت است که سبب می‌شود سیل کمک‌های مالی از سراسر جهان به حساب آنها در سنگاپور سرازیر شود.
گروه جراحی خواهران به‌هم‌چسبیده ایرانی به سرپرستی دکتر کیت گوا شامل ۳۵ متخصص، ۵ جراح اعصاب، ۱ متخصص جراحی عروق، ۶ متخصص جراحی پلاستیک، ۸ رادیولوژیست و در مجموع ۱۲۵ نفر پزشک بود.
عمل جراحی جداسازی لاله و لادن در بیمارستان رافلز سنگاپور آغاز می‌شود، ۵۲ ساعت می‌گذرد، پزشکان بیش از ۸۰ درصد بافت‌ها را از یکدیگر جدا کرده‌اند که خونریزی شروع می‌شود. گردش خون در بدن لادن مختل می‌شود و لادن جان می‌سپارد. بعد از مرگ لادن، بلافاصله فعالیت پزشکان برای نجات لاله که به حالت اغما فرورفته‌است شروع می‌شود. یک ساعت و نیم بعد، با وجود تزریق خون و تلاش بسیار پزشکان، لاله هم درمی‌گذرد.
ده سال بعد یک پزشک ایرانی که مدعی شد مسئول تشریح جسد لاله و لادن بوده‌است اعلام کرد «من شخصاً خودم این دو خواهر را تشریح کردم و مشخص شد که از ابتدا این دو نباید تحت عمل جراحی جداشدن قرار می‌گرفتند چرا که در ناحیه عروق مغز چند رگ مشترک حیاتی داشتند که در صورت جراحی، مرگ آنها محرز بود و امکان زنده نگهداشتن این دو اصلاً وجود نداشته‌است.»

## درگذشت

آرامگاه لاله و لادن بیژنی در روستای لهراسب، فیروزآباد فارس

لاله و لادن بیژنی در روز ۱۷ تیرماه ۱۳۸۲ بر اثر عوارض بعد از عمل جراحی درگذشتند.
این رویداد از لحظه انتقال دو خواهر از تهران به سنگاپور به دلیل بی‌سابقه بودن کار، توجه رسانه‌ها همه کشورها را به خود جلب کرده بود و پخش آخرین جملات لادن به زبان انگلیسی بارها از شبکه‌های تلویزیونی تکرار و باعث توجه جهانیان به این موضوع شده بود و به همین سبب گزارش درگذشت آنان به صورت یک خبر فوق‌العاده پخش شد و مردم را در گوشه و کنار جهان متأثر ساخت.
حضور مردم در مراسم تشییع جنازه آنها به حدی بود که جاده لهراسب به فیروزآباد و ۳۰ کیلومتر از جاده فیروزآباد به شیراز مملو از اتومبیل‌های مردم بود.

### واکنش‌ها
- پدرخوانده لاله و لادن در برنامه ماه عسل: «با عملشان مخالف بودم، در سنگاپور اسیر تبلیغات شدند.»
- پدر و مادر اصلی: مادر لاله و لادن که در روستای لهراسب فیروزآباد از استان فارس زندگی می‌کند، گفت: «اهل ده ما از همان اول فهمیدند که دو دختر گیرمان آمده که از سر چسبیده‌اند به هم. روزنامه‌ها نوشتند آنها را گذاشتند پشت در، ولی اینطور نبود. ما بردیمشان در تهران تا عملشان کنیم، ولی پدرخوانده‌شان بردشان به خارج از کشور.»

پدرشان نیز گفت: «ما تا سال ۶۶، هیچ خبری از آنها نداشتیم. تا اینکه در روزنامه‌ها دیدیم؛ کسی گفت در کرج این دخترها را دیده. ما گفتیم اینها بچه‌های ما هستند. آقای صفائیان اینها را بدون اجازه و اطلاع ما برداشت و برد و دیگر هم به شیراز برنگرداند، چرا باید این کار را می‌کرد. رئیس دادگاه هم خطاب به صفائیان گفت شما که اینها را برداشتید و بردید، نگفتید پدر و مادر دارند؟ آقای صفائیان نیز با ارائه مدارک اثبات می‌کند که پدر و مادر اصلی لاله و لادن آنها را رها کرده بودند و ایشان با اذن  خمینی این دو را به فرزندی قبول کرده بودند»